# Чейни, Линн
Линн Энн Чейни (англ. Lynne Ann Cheney; род. 14 августа 1941 года) — американская писательница и бывшая телеведущая. Вторая леди США с 2001 по 2009 годы.

## Биография
Линн Энн Винсент родилась в Каспере, Вайоминг. Она потомок мормонов, с английскими, ирландскими и уэльскими корнями. Её отец, Уэйн Эдвин Винсент, был инженером, а мать, Эдна Либир, помощником шерифа. Линн была воспитана в пресвитерианстве, а, выйдя замуж за Дика Чейни, стала методисткой.
Чейни получила степень бакалавра искусств английской литературы в колледже Колорадо, где была членом женского общества «Каппа Альфо Зета».

### Карьера
С 1986 по 1993 год Линн Чейни была председателем «Национального фонда гуманитарных наук». В 1995 году она основала «Американский совет попечителей и выпускников», центр по реформированию высшего образования.
Также, Чейни является старшим научным сотрудником Американского института предпринимательства. С 1995 по 1998 год она была соведущей воскресного шоу «Кроссфайр», вместе с Тони Шоу.
С 1994 по 2001 год Линн Чейни состояла в совете директоров компании «Lockheed Corporation». Незадолго до инаугурации мужа ушла из компании с зарплатой в 120 000 долларов в год.
Она неоднократно выступала против сексуальной лирики в популярной музыке, поддерживая проблему, поднятую бывшим Вице-президентом США Альбертом Гором и его женой Типпер Гор. Линн Чейни также подвергла жёсткой критике производителей видео-игр за подобное содержание.
10 октября 2007 года на шоу «The Daily Show» она заявила о своей позиции по отношению к конституционной поправке, запрещающей однополые браки.

## Семья
- Линн Чейни замужем за Диком с 1964 года.
- Они имеют двух дочерей:
  - Элизабет, родилась 28 июля 1966 года, окончила Чикагский университет. Замужем за Филипом Перри, бывшим директором Департамента внутренней безопасности США.
  - Мэри Чейни — родилась 14 марта 1969 года. Является открытой лесбиянкой и живёт с Хитер Рое Рон[9].